# 로버트 칸
로버트 칸(Robert E. Kahn, 1938년 12월 23일-)은 빈튼 써프와 함께 인터넷에서 정보 전달을 위해 사용되는 기술인 TCP/IP 프로토콜을 만들었다.
칸은 1960년에 뉴욕 시립 대학교에서 학사 학위를, 프린스턴 대학교에서 석사와 박사 학위를 1962년과 1964년에 각각 취득하였다. 졸업 후에는 한동안 벨 연구소에서 근무한 뒤, 매사추세츠 공과대학교에 전기 공학 조교수로 부임하였다. 그 후 휴직 상태로 BBN에 합류하여 최초의 패킷 교환망인 아파넷의 종합적인 상세 설계를 담당하였다.
1972년에는 국방 고등 연구 기획원으로 자리를 옮겼으며, 그 해 10월 국제 컴퓨터 통신 학회에서 40대의 컴퓨터를 연결하는 시연을 통해 최초로 아파넷을 일반에 공개하였다. 국방 고등 연구 기획원의 정보 처리 기술 국장으로 취임한 후에는 미국 정부의 전략 컴퓨팅 계획에 착수하였다. 이 계획은 예산이 조 단위에 이르는 미 연방 정부 사상 최대의 컴퓨터 연구 개발 계획이었다.
그는 13년간 몸담았던 DARPA를 떠나 1986년에 CNRI (Corporation for National Research Initiatives)를 설립하여, 2006년 기준으로 회장, CEO 겸 대표이사로 재직하고 있다. CNRI는 미국의 정보 인프라스트럭처에 관한 연구개발을 선도하고 투자할 목적으로 설립된 비영리법인으로서 "네트워크 기반의 정보기술의 전략적 개발에 초점을 맞춘다." CNRI는 이전에는 IETF (Internet Engineering Task Force)의 사무국을 운영하였다. CNRI는 현재 전자도서관 또는 디지털 라이브러리의 연구개발에 관한 잡지 D-Library Magazine을 출판하고 있다.
1993년에 계산기 학회의 데이터 통신 분과에서 수여하는 씨그컴상을 수상하였으며, 2004년에는 빈튼 써프와 공동으로 계산기 학회의 튜링상을 수상하였다. 2005년 11월 9일에는 미국의 대통령 자유 훈장을 받았다.

## 같이 보기
- 인터넷의 역사
- 폴 배런